# آندری زویاگینتسف
آندرهٔ پتروویچ زویاگینتسف (روسی: Андре́й Петро́вич Звя́гинцев) (زاده ۶ فوریه ۱۹۶۴) کارگردان و بازیگر روسی است. وی بیشتر به‌دلیل  فیلم بازگشت، برندهٔ جایزه شیر طلایی جشنواره فیلم ونیز در سال ۲۰۰۳ شناخته می‌شود.

## زندگی‌نامه
آندری زویاگینتسف در ششم فوریهٔ سال ۱۹۶۴ در نُوُسیبریسْک، در حومهٔ سیبری شوروی به دنیا آمد. او در سن ۲۰ سالگی، از مدرسهٔ هنرهای نمایشی نووسیبیرسک، در رشته بازیگری فارغ‌التحصیل شد. در سال ۱۹۸۶ و هم‌زمان با مهاجرت به مسکو، تحصیلات خود را در آکادمی هنرهای نمایشی روسیه تا سال ۱۹۹۰ ادامه داد. از سال ۱۹۹۲ تا ۲۰۰۰ به عنوان بازیگر در فیلم‌ها و تئاترهای مختلفی به ایفای نقش پرداخت. در سال ۲۰۰۰ او کار در «تلویزیون رن» را آغاز کرد که نتیجهٔ آن ساخت ۳ اپیزود از سریال اتاق سیاه بود.
او در سال ۲۰۰۳، اولین فیلم خود با نام بازگشت، را جلوی دوربین برد. فیلمی با موضوع زندگی ۲ برادر نوجوان به نام‌های آندره و ایوان که در منطقه‌ای در حومهٔ شهری در روسیه با مادرشان زندگی می‌کنند. این زندگی به سیاق گذشته ادامه دارد تا اینکه پدر این دو برادر پس از ۱۲ سال به خانه بازمی‌گردد. در اولین نمایش خود در جشنوارهٔ ونیز سال ۲۰۰۳، جایزهٔ اصلی این جشنواره یعنی شیر نقره‌ای را برای او به ارمغان آورد. فضای بی‌زمان و مکان این فیلم، وجهٔ بسیار بصری قوی فیلم همراه با پی رنگی به شدت روانشناسانه و فلسفی، بسیاری از دوست داران سینمای متفاوت را بهت زده کرد. موج تحسین‌ها نسبت به اولین فیلم زویاگینتسف، در حدی بود که بسیاری او را تارکوفسکی جدید سینمای روسیه نامیدند.
تبعید، دومین فیلم او در سال ۲۰۰۷ جلوی دوربین میخائیل کریشمن فیلم‌بردار چیره‌دست و همکار همیشگی خود رفت. الکس، همسر و دو فرزندش را برای سفری به زادگاه کودکی خود در دوردست‌ها می‌برد. آرامش از این سفر زمانی رخت برمی‌بندد که ورا، همسر الکس حقیقتی ویران‌کننده را به او می‌گوید. او باردار است ولی این مسافر در راه، فرزند الکس نمی‌باشد.
فیلم در جشنوارهٔ کن سال ۲۰۰۷، جایزهٔ بهترین بازیگر مرد و نامزدی نخل طلا را برای سینمای روسیه به ارمغان آورد. بعد از این فیلم، دیگر بسیاری هم نظر بودند که پدیدهٔ جدیدی در سینمای روسیه ظهور کرده‌است. ظهور فیلم‌سازی جوان با دغدغه‌های عمیق و پیچیدهٔ انسانی، روح تازه‌ای در کالبد سینمای این کشور سرد سیر دمید.
یِلِنا سومین فیلم او در مقام کارگردان بود. حالا می‌شود به سادگی گفت زویاگینتسف به همراه الکساندر سوخوروف، نیکیتا میخالکوف و آندری کونچالوفسکی، پرچمدار و میراث‌دار سینمای غنی شوروی و بزرگانی چون آیزنشتاین، پودوفکین، داوژنکو، کوزینتسف و تارکوفسکی است.

## فیلم‌شناسی
- اتاق تاریک - ۲۰۰۰ (مجموعه تلویزیونی)
- بازگشت - ۲۰۰۳
- تبعید (۲۰۰۷)
- نیویورک دوستت دارم - ۲۰۰۹
- النا - ۲۰۱۰
- لویاتان - ۲۰۱۴
- بی‌عشق - ۲۰۱۷

### «بازگشت» (۲۰۰۳)
مردی پس از غیبتی دوازده ساله به خانه برمی‌گردد و پسرانش را به سفر تفریحی سه روزه‌ای می‌برد. سفری بی‌بازگشت…
بی تردید تلخ‌ترین اتفاق حاشیه‌ای در مورد فیلم، مرگ نا به هنگام ولادیمیر گالین بازیگر نقش آندری (برادر بزرگتر) پس از فیلمبرداری است و اینکه او خود موفق به تماشای فیلم نشد.
«بازگشت»، شیر طلایی ونیز را در سال ۲۰۰۳ برای زویاگینتسف در اولین اثر بلندش به ارمغان آورد.

### «تبعید» (۲۰۰۷)
سفری به روستایی در حومهٔ شهر، حقیقت تلخی را برای خانواده‌ای شهری برملا می‌کند…
فیلمی دیگر از زویاگینتسف که بسیار تحت تأثیر آندری تارکوفسکی است و همانند فیلم قبلی‌اش بازگشت (۲۰۰۳)، مملو از کنایه‌ها و اشاره‌های مذهبی. فیلم بر مبنای رمانی نوشتهٔ ویلیام سارویان ساخته شده‌است. فیلم‌برداری میخاییل کریچمان در خلق تصاویر مرده و دل گیر از طبیعت بسیار دیدنی است.
فیلمی که جایزهٔ بهترین بازیگر مرد را برای کونستانتین لاوروننکو و نامزدی نخل طلا را در سال ۲۰۰۷ از جشنواره کن برای کارگردان جوان و اندیشمندش به ارمغان آورد.

### «النا» (۲۰۱۱)
«النا» داستان زن میانسالی است که با مردی متمول زندگی می‌کند. پسرش (که ثمرهٔ ازدواج قبلی او است) بی‌کار است و النا می‌خواهد همسرش به آن‌ها کمک کند. در میان این کشمکش‌ها داستان جلو می‌رود تا …
در ابتدا قرار بر این بود که فیلم در انگلیس و با شخصیت‌های هلن (به جای النا)، ریچارد (به جای ولادیمیر) و دن (به جای سرگی) ساخته شود. بعد از صحبت با تهیه‌کننده‌ای انگلیسی و فهمیدن این نکته که ایدهٔ اصلی در این تغییر فرهنگ، ممکن است تغییر بکند او بلافاصله با «آلکساندر رودنیانسکی» نمایش گرفت و از او خواست که کار بر روی ایدهٔ اصلی فیلم‌نامه را آغاز کند. دوست او نیز تنها یک روز بعد از این تماس، کار را به شکل مشترک با زویاگینتسف آغاز کرد. آندری زویاگینتسف، معمولاً اجازهٔ خواندن فیلم‌نامه را به بازیگران تا پیش از شروع فیلمبرداری نمی‌دهد اما او این اجازه را به آندری اسمرینوف، بازیگر نقش ولادیمر داد. در طول فیلمبرداری، اسمرینوف در حین بازی با فرزند خود در خارج از زمان فیلمبرداری، دچار سانحه شد و دو دندهٔ او در این رخداد ناگوار آسیب دید. او از فرط شرمندگی، به دروغ به گروه گفت که بر اثر افتادن بر زمین حمام این حادثه برایش رخ داده‌است.
«النا»، جایزه ویژهٔ هیئت داوران بخش نوعی نگاه را از جشنوارهٔ کن سال ۲۰۱۱ برای کارگردانش به ارمغان آورد.
آندری زویاگینتسف در سال ۲۰۱۱ با فیلم «النا» در جشنواره کن حضور یافت، اما به دلیل حضور در بخش نوعی نگاه به جمع فیلم‌های رقابتی راه نیافت.

### «لویاتان» (۲۰۱۴)
«لویاتان» درامی غمگین با بازی‌های درخشان و روایتگر زندگی در روسیۀ امروز است. شخصیت اصلی این فیلم، مردی است که در نزاع حقوقی با شهردار فاسد، خانه‌اش را از دست می‌دهد، ولی ماجرا به همین‌جا ختم نمی‌شود و تسلسل بدبیاری‌ها ادامه دارد.

### «بی عشق» (۲۰۱۷)
«بی عشق» فیلمی با انتقادهای آشکار نسبت به شرایط انسان‌ها و خانواده‌ها در روسیهٔ معاصر و مدرن است. در فیلم فرزند یک خانواده پس از دعواهای والدین و بی‌توجهی آنها ناپدید شده‌است. اکران فیلم با تحسین جهانی منتقدان و جشنواره‌ها همراه بود و زویاگینتسوف را نامزد جایزه اسکار کرد.